# Hujansaari
Hujansaari är en ö i Finland. Den ligger i sjön Kiesimä och i kommunen Rautalampi i den ekonomiska regionen  Inre Savolax ekonomiska region  och landskapet Norra Savolax, i den centrala delen av landet, 300 km norr om huvudstaden Helsingfors. Öns area är 2 hektar och dess största längd är 190 meter i öst-västlig riktning.